# L'arte di arrangiarsi
L'arte di arrangiarsi (Nederlands: Kunst van Overleven) is een Italiaanse komische film uit 1954 geregisseerd door Luigi Zampa. De hoofdrol was voor Alberto Sordi als de politieke opportunist Rosario Scimoni. 
In 2008 werd de film opgenomen in de lijst 100 film italiani da salvare, 100 Italiaanse films (tussen 1942 en 1978) die moeten bewaard blijven.

## Plot
Rosario Scimoni, een twintigjarige gemeentesecretaris van Catania, Sicilië, anno 1910, wordt verliefd op een jonge socialistische vrouw. Om bij haar in de gunst te komen, wordt hij ook socialist. Zijn poging om haar te verleiden mislukken. Negen jaar later, in 1919, grijpt Benito Mussolini de macht in Italië en dus ook op Sicilië. Scimoni wordt onmiddellijk fascist en verraadt zijn vroegere geliefde aan de aanhangers van Mussolini. Hij trouwt met een rijke, maar lelijke vrouw, en wordt gouverneur van Sicilië. Ten tijde van de Tweede Wereldoorlog, toen de Russen in Italië kwamen, wordt Scimoni ineens communist. Hij laat zich van zijn vrouw scheiden, maar wordt straatarm en werkeloos. Hij verlaat Sicilië en vertrekt naar het Italiaanse vasteland en wel naar Rome waar hij voor de vierde keer van kleur verandert. In 1948 wordt hij christendemocraat toen de Democrazia Cristiana de grote overwinning behaalt. Hij wordt echter betrapt op corruptie en veroordeeld tot vijf jaar gevangenisstraf. In 1953 komt hij weer vrij en wordt schatrijk door de verkoop van zijn eigen geschreven boek over zijn veelbewogen leven. 

## Rolverdeling
| Acteur                | Personage          |
| --------------------- | ------------------ |
| Alberto Sordi         | Rosario Scimoni    |
| Marco Guglielmi       | Avv. Giardini      |
| Franco Coop           | Il sindaco         |
| Luisa Della Noce      | Paola              |
| Franco Jamonte        | Pizzaro            |
| Elena Gini            | Mariuccia Guardini |
| Elli Parvo            | Emma Scimoni       |
| Armenia Balducci      | Lilli Di Angelis   |
| Carlo Sposito         | Duca di Lanocita   |
| Giovanni Di Benedetto | Onorevole Toscano  |
| Antonio Acqua         | Ing. Casamottola   |
| Gino Buzzanca         | Barfone Mazzei     |